# San Antonio (El Oro)
San Antonio ist eine Ortschaft und eine Parroquia rural („ländliches Kirchspiel“) im Kanton Santa Rosa der ecuadorianischen Provinz El Oro. Die Parroquia besitzt eine Fläche von 25,24 km². Die Einwohnerzahl lag im Jahr 2010 bei 2090.

## Lage
Die Parroquia San Antonio liegt im Küstentiefland im Südwesten von Ecuador. Der Río Arenillas fließt entlang der nordwestlichen Verwaltungsgrenze nach Nordosten. Der 30 m hoch gelegenen Hauptort San Antonio befindet sich 11 km südwestlich vom Kantonshauptort Santa Rosa sowie 5 km nordöstlich der Stadt Arenillas. Die Fernstraße E25 (Santa Rosa–Arenillas) führt südlich an San Antonio vorbei.
Die Parroquia San Antonio grenzt im Nordosten an die Parroquia Bellavista, im Osten an die Parroquia La Avanzada sowie im Süden, im Westen und im Nordwesten an das Municipio von Arenillas (Kanton Arenillas).

## Orte und Siedlungen
Neben dem Hauptort San Antonio gibt es noch das Sitio Laguna de Cañas.

## Geschichte
Als Datum der Gründung wird der 8. Oktober 1952 angegeben. Der Eintrag im Registro Oficial N° 58 fand jedoch erst am 4. August 1958 statt.